# De Tomaso 505
Der De Tomaso 505 (alternativ: De Tomaso 308 oder 505/38) ist ein Formel-1-Rennwagen des ehemaligen italienischen Automobilherstellers De Tomaso. Er wurde in der Formel-1-Weltmeisterschaft 1970 exklusiv von dem britischen Rennstall Frank Williams Racing Cars eingesetzt. Williams’ Stammfahrer Piers Courage verunglückte beim Großen Preis der Niederlande in einem 505 tödlich.

## Hintergrund
Der aus Argentinien stammende Hobbyrennfahrer und Geschäftsmann Alejandro de Tomaso gründete 1959 im italienischen Modena eine Automobilwerkstatt, in der er zunächst Rennwagen für verschiedene Klassen und ab 1965 auch Straßensportwagen herstellen ließ. De Tomasos Rennwagen F1 und 801 erschienen bis 1963 vereinzelt zu Formel-1-Rennen und galten dort als absolute Lemons („absolute Nullnummern“), weil sie unausgereift und nicht wettbewerbsfähig waren. De Tomaso beschränkte sein Engagement in dieser Zeit nahezu vollständig auf Rennen ohne Weltmeisterschaftsstatus, bevor er sich 1963 für einige Jahre vollständig vom Motorsport zurückzog. Nachdem Alejandro de Tomaso 1968 eine Verbindung mit dem US-amerikanischen Ford-Konzern eingegangen war, der seinen Straßensportwagen Pantera ab 1971 in großen Stückzahlen in den USA vermarkten wollte, lebte die Idee des Motorsportengagements mit dem Ziel wieder auf, das Kundeninteresse am Pantera durch Rennerfolge zu erhöhen.

## Nomenklatur
Die Bezeichnung des Rennwagens ist uneinheitlich. Die meisten Quellen nennen ihn De Tomaso 505, andere nennen das Auto De Tomaso 308; vereinzelt finden sich schließlich die Varianten 505/308 und 505/38. Piers Courage wiederum, der erste Fahrer des de Tomaso, bezeichnete den Wagen vielfach als „Tomato“.

## Konstruktion
Konstrukteur des De Tomaso 505 war der italienische Ingenieur Giampaolo Dallara, der zuvor einige Sportwagen für Lamborghini entworfen hatte. Das Auto galt in weiten Teilen als Kopie des Brabham BT26, den Williams und Courage in der zurückliegenden Saison eingesetzt hatten. Er hatte wenig eigenständige Merkmale. Das Monocoque bestand aus Aluminium. Einige Chassisteile waren allerdings zum Zweck der Gewichtsersparnis aus einer Magnesiumlegierung gefertigt. Vorn und hinten wurden Querlenker und außenliegende Dämpferbeine verwendet. Anfänglich waren die Bremsen extrem schwach; nach dem ersten Renneinsatz führte Dallara auf Wunsch des Teams deutlich stärkere Bremsen ein. Das Chassis war zudem in seiner ersten Version sehr schwer. Zu Saisonbeginn betrug das Übergewicht des ersten Chassis (505/1) laut Courage und Williams etwa 60 kg, andere Quellen sprechen von einem Mehrgewicht von 45 kg. Im Frühjahr 1970 baute de Tomaso zwei weitere Versionen (505/2 und 505/3) auf, die 30 bis 40 kg leichter waren.
Der De Tomaso 505 wurde von einem DFV-Motor von Cosworth angetrieben. Die Kraft übertrug ein DG-300-Getriebe von Hewland.
Im ersten Drittel des Jahres 1970 entwickelte Dallara den 505 kontinuierlich weiter. Nach dem ersten Saisonrennen sah Williams erheblichen Änderungsbedarf, den Dallara aufnahm und in den nächsten Wochen erfüllte. Nach dem Südafrika-Rennen ließ Williams außerdem den amtierenden Formel-1-Weltmeister Jackie Stewart eine Testfahrt unternehmen. Auch seine Eindrücke setzte Dallara um. Nach dem Unfalltod Courages ließ de Tomasos Interesse an dem 505 allerdings nach. Seit Sommer 1970 gab es keine Weiterentwicklung mehr.

## Produktion
Chassis und Karosserie des 505 entstanden bei De Tomaso in Italien. Das Werk stellte von Januar bis März 1970 drei Fahrzeuge her, die sich vor allem im Gewicht voneinander unterschieden.

## Renneinsätze

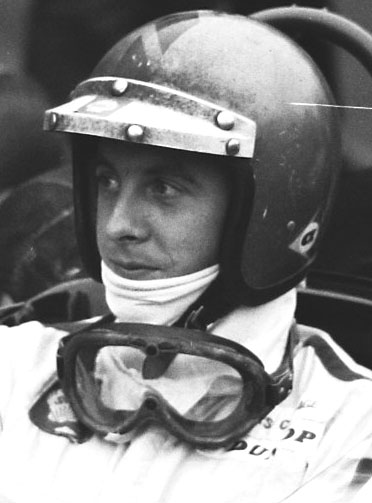
Piers Courage

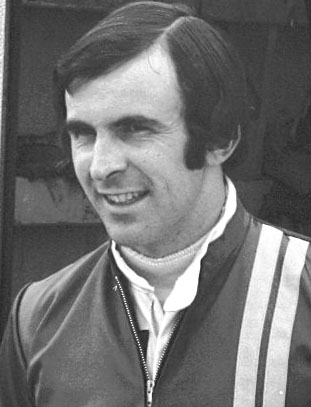
Tim Schenken

Im Herbst 1969 vereinbarten Frank Williams und Alejandro de Tomaso eine Zusammenarbeit mit Kostenteilung. De Tomaso war für die Entwicklung und den Aufbau der Autos zuständig, die kostenfrei dem Williams-Team zur Verfügung gestellt werden sollten. Williams hingegen musste den Motor und das Getriebe, das Fahrergehalt sowie den gesamten Rennbetrieb finanzieren. Frank Williams war der Ansicht, dass seine Kostenlast etwa dreimal so groß gewesen sei wie die de Tomasos.
Der erste Fahrer des De Tomaso 505 war Piers Courage, der bereits im Vorjahr mit einem Kunden-Brabham für Williams an der Formel-1-Weltmeisterschaft teilgenommen hatte. Courage hatte in der Saison 1969 zwei zweite Plätze belegt und lag am Jahresende auf Rang acht der Fahrerwertung.
Beim ersten Weltmeisterschaftslauf in Südafrika, vor dem der De Tomaso aus Zeitmangel nicht getestet worden war, musste Courage wegen eines klemmenden Gaszugs nach 39 Runden aufgeben. Beim Großen Preis von Spanien beschädigte Courage bei einem schweren Trainingsunfall das bereits in Südafrika verwendete Chassis so stark, dass es für das Rennen nicht wieder aufgebaut werden konnte. Bei der BRDC International Trophy in Silverstone kam Courage erstmals ins Ziel und erreichte mit Platz drei zudem eine Podiumsposition. Allerdings war das Starterfeld in Silverstone klein, und das Rennen zählte nicht zur Formel-1-Weltmeisterschaft. Bei den anschließenden Weltmeisterschaftsläufen gelang es Courage nicht, dieses Ergebnis zu wiederholen. Beim dritten Weltmeisterschaftslauf in Monaco erschien ein neues, deutlich leichteres Chassis mit überarbeiteter Aufhängung und stärkeren Bremsen. Mit ihm qualifizierte sich Courage für den neunten Startplatz. Im Rennen lag er einige Runden lang auf Punkterängen, bevor ihn ein Defekt an der Lenkung zu einem langwierigen Reparaturstopp zwang. Am Ende des Rennens wurde er wegen zu geringer Fahrdistanz nicht gewertet. Beim vierten Saisonlauf in Belgien, wo De Tomaso wiederum ein überarbeitetes Chassis lieferte, fiel Courage nach Motorproblemen erneut aus.
Courages letztes Rennen war der Große Preis der Niederlande; hier verunglückte er tödlich. Das Rennen wurde ungeachtet des Unfalls nicht abgebrochen. Sieger war der mit Courage eng befreundete Jochen Rindt, der elf Wochen später bei einem Trainingsunfall in Monza ums Leben kam. In Runde 23 des Rennens verlor er, auf Platz sieben liegend, auf der Hochgeschwindigkeitspassage im Streckenabschnitt Tunnel Oost die Kontrolle über seinen Wagen. In diesem Abschnitt befanden sich beiderseits der Strecke Fangzäune, die aus Metallelementen geflochten waren. Courages De Tomaso durchbrach mit etwa 225 km/h einen dieser Zäune, stieß auf eine dahinter liegende Düne, prallte zurück und schleuderte, nachdem er ein weiteres Mal den Fangzaun durchbrochen hatte, mit mehreren Überschlägen wieder auf die Strecke. Erst einige Hundert Meter später kam er am Fahrbahnrand zum Stehen. Durch die Wucht des Aufpralls wurden die vordere Radaufhängung und der Helm des Fahrers abgerissen, und ein gelöster Reifen oder ein Aufhängungsteil traf Courages ungeschützten Kopf. Noch während das Fahrzeug in Bewegung war, brach einer der Benzintanks. Das auslaufende Benzin entzündete sich, und der Wagen, ein Teil des Grasstreifens und ein daneben stehender Baum gingen in Flammen auf. Das Feuer wurde durch das im Chassis verbaute, sehr hohe Brenntemperaturen erreichende Magnesium zusätzlich genährt und konnte wegen der hohen Hitzeentwicklung erst nach einiger Zeit vollständig gelöscht werden, indem die Feuerwehrleute das Chassis, ohne Courage zuvor geborgen zu haben, mit Sand bedeckten. Entgegen anderslautenden zeitgenössischen Berichten besteht heute weitgehend Einigkeit darin, dass Courage nicht durch das Feuer ums Leben kam, sondern bereits vor dessen Ausbruch durch den Aufschlag des Reifens oder des Aufhängungsteils auf seinen Kopf getötet wurde.
Nach dem Tod Courages ließ das Team das anschließende Rennen in Frankreich aus, um für die nächsten zwei Weltmeisterschaftsläufe Brian Redman zu melden. Beim Großen Preis von Großbritannien zog das Team den Wagen vor Rennbeginn aus technischen Gründen zurück, beim nächsten Lauf verpasste Redman die Qualifikation. Zum Großen Preis von Österreich wurde er durch Tim Schenken ersetzt. Schenken qualifizierte sich bis zum Großen Preis der USA regelmäßig für die letzten Startreihen; ins Ziel kam er allerdings nie. Auf die Teilnahme am letzten Rennen des Jahres, dem Großen Preis von Mexiko, verzichteten Williams und de Tomaso einvernehmlich. Zum Jahresende wurde ihre Allianz aufgelöst. Alessandro de Tomaso gab seine Formel-1-Ambitionen daraufhin endgültig auf.

## Rennergebnisse: Formel-1-Weltmeisterschaft
| Saison | Team                       | Fahrer      | 1   | 2   | 3   | 4   | 5   | 6 | 7   | 8   | 9   | 10  | 11  | 12  | 13 | Punkte | Rang |
| ------ | -------------------------- | ----------- | --- | --- | --- | --- | --- | - | --- | --- | --- | --- | --- | --- | -- | ------ | ---- |
| 1970   |                            |             |     |     |     |     |     |   |     |     |     |     |     |     |    | –      | –    |
| 1970   | Frank Williams Racing Cars | P. Courage  | DNF | DNS | DNF | DNF | DNF |   |     |     |     |     |     |     |    | –      | –    |
| 1970   | Frank Williams Racing Cars | B. Redman   |     |     |     |     |     |   | DNS | DNQ |     |     |     |     |    | –      | –    |
| 1970   | Frank Williams Racing Cars | T. Schenken |     |     |     |     |     |   |     |     | DNF | DNF | DNF | DNF |    | –      | –    |